# 제임스 버드 주니어
제임스 버드 주니어(James Byrd Jr., 1949년 5월 2일 ~ 1998년 6월 7일)는 아프리카계 흑인으로 1998년 6월 7일에 세 명의 백인 우월주의자에게 살해당했다.
백인 우월주의자인 로렌스 러셀 브뤼어, 존 윌리엄 킹, 션 베리는 새벽 2시경 귀가하던 제임스를 이유 없이 납치해 구타한 뒤 베리의 트럭 뒤에 매달고 아스팔트 도로로 3마일을 이동했다. 제임스는 트럭에 매달려 끌려가는 동안 의식이 있는 상태였으나 몸이 배수로 가장자리에 부딪히면서 오른팔과 머리에 큰 부상을 입고 사망했다. 세 명의 백인은 제임스가 사망한 것을 알고도 1마일을 더 달려 재스퍼시 아프리카계 흑인 공동묘지 앞에 제임스의 시신을 버리고 도망갔으나 얼마 후 경찰에 모두 검거되었다.
제임스가 살해당한 이 사건으로 텍사스주에서는 혐오범죄법 제정 논의가 촉발됐다. 이는 2009년 10월 22일, 매튜셰퍼드법으로 잘 알려진 '매튜 셰퍼드와 제임스 버드 주니어 혐오 범죄 방지법' 통과로 이어진다. 이후 2009년 10월 28일에 버락 오바마가 서명했다.
재판에서 세 명 모두 유죄 판결을 받았고 계획적으로 살인을 한 점도 유죄로 판결되었다. 판결은 브뤼어와 킹은 사형을 선고받았고, 베리는 무기징역이 선고되었다. 그 뒤 로렌스 브뤼어와 존 킹은 항소 및 상고가 기각되어 사형이 확정되고 얼마 후인 2011년 9월 21일, 2019년 4월 24일 텍사스 교도소에서 각각 사형이 집행되었다. 존 킹은 죽기 직전 자신은 돈이 없어서 사형당한다는 유언을 남겼다.
한편 션 베리는 범행을 초반부터 인정하고 세 명 중에 유일하게 반성한 점이 정상참작되어 가석방 없는 무기징역 확정으로 교도소에서 복역을 하게 되었다.